# ネウケンラプトル
ネウケンラプトル（学名：Neuquenraptor）は、後期白亜紀の南アメリカ大陸に生息したドロマエオサウルス科に属する獣脚類の恐竜。化石はアルゼンチンのPortezuelo累層から産出した。南半球から発見された最初のドロマエオサウルス科恐竜の一つである。

## 発見と命名

ホロタイプ標本の骨格図。人間との大きさが比較されている。

ネウケンラプトルの化石は1996年1月にアルゼンチンのパタゴニア北部のネウケン州に位置する Plaza Huincul 付近で発見され、同年に報告された。1997年には "Araucanoraptor argentinus" と命名する予定であることが明かされ、1999年には暫定的にトロオドン科の属として記載された。
しかし、2005年にベルナルディーノ・リバダビア自然科学博物館のフェルナンド・ノヴァスとオハイオ州立大学のディエゴ・ポールは、タイプ種 Neuquenraptor argentinus を命名し、ドロマエオサウルス科として記載した。属名のうち "neuquen" は発見地であるネウケン州やネウケン盆地に由来し、"raptor"は「泥棒」「略奪者」を意味する。種小名はアルゼンチンを指す。

## 特徴
ホロタイプ標本 MCF-PVPH 77 はコニアシアン階であるPortezuelo累層から発見された。この標本は左足・複数の頸椎断片・肋骨・尾の血道弓・橈骨からなる。
全長は1.5 - 3.5メートル、体重は75キログラムと推定されている。より小型のブイトレラプトルと共通する特徴が見られ、近縁とされている。

## 分類
ネウケンラプトルはウネンラギアのジュニアシノニムの可能性がある。2属は属あるいは種レベルで同一の可能性があり、その場合ウネンラギアの方がネウケンラプトルよりも早い1997年に命名されているため、先取権の原理に従ってネウケンラプトルではなくウネンラギアという名前が用いられることになる。ネウケンラプトルはノヴァスとポールによる系統解析でドロマエオサウルス科に位置付けられ、同科内で多分岐（ポリトミー）をなすとされた。2012年に発表されたターナーらの系統解析では、ウネンラギア亜科に位置付けられた。

## 古生態

分裂する前のパンゲア大陸

ネウケンラプトルが南アメリカ大陸から発見されるまで、ドロマエオサウルス科恐竜の発見地は北アメリカ大陸・ヨーロッパ・北部中国・モンゴルに限られており、古生物学者はドロマエオサウルス科がローラシア大陸すなわち北半球のみに分布していたと考えていた。しかし南アメリカは中生代においてはゴンドワナ大陸の一部であることから、ネウケンラプトルの発見により南北の大陸がどれほど孤立していたかある程度の示唆がもたらされている。
超大陸パンゲアは前期ジュラ紀に分裂を開始し、約1億6000万年前に北半球のローラシア大陸と南半球のゴンドワナ大陸の分断をもたらした。ゴンドワナ大陸自体は西ゴンドワナ（アフリカ大陸と南アメリカ大陸）および東ゴンドワナ（南極大陸・オーストラリア大陸・インド亜大陸・マダガスカル）に分裂し、白亜紀の間（約1億3200万年前 - 9000万年前）に西ゴンドワナがアフリカ大陸と南アメリカ大陸に分裂した。カリブプレートが南北アメリカ大陸の間で東向きに運動していることから、後期白亜紀から古第三紀の暁新世ごろにあたる約8000万年前から6000万年前に両大陸が陸橋で陸続きになっていた可能性がある。